# دژ بیسا
دژ بیسا (به کره ای: 비사성) یا دژ سابی، یک دژ در دوران گوگوریو است که در منطقه جینژو، دالیان، جمهوری خلق چین واقع شده است. این مکان نزدیک به مجمع‌الجزایر جانگسان، یک پایگاه دریایی قدیمی گوگوریو، است و همچنین محل یک نبرد دریایی بزرگ در طول جنگ گوگوریو-تانگ بوده است. همچنین این دژ در دوران حمله امپراتور یانگدی از سویی به گوگوریو محل نبرد سختی بین گوگوریو و سویی بوده است.